# Мешково (деревня, Новомосковский административный округ)
Мешко́во — деревня в Новомосковском административном округе Москвы (до 1 июля 2012 года была в составе Ленинского района Московской области). Входит в состав Филимонковского района.

## Население
| 1859 | 1890 | 1899 | 1926 | 2002 | 2006 | 2010 |
| ---- | ---- | ---- | ---- | ---- | ---- | ---- |
| 48   | ↘40  | ↘33  | ↘32  | ↗58  | ↗72  | ↗504 |

Согласно Всероссийской переписи, в 2002 году в деревне проживало 58 человек (29 мужчин и 29 женщин). По данным на 2005 год в деревне проживало 72 человека.

## География

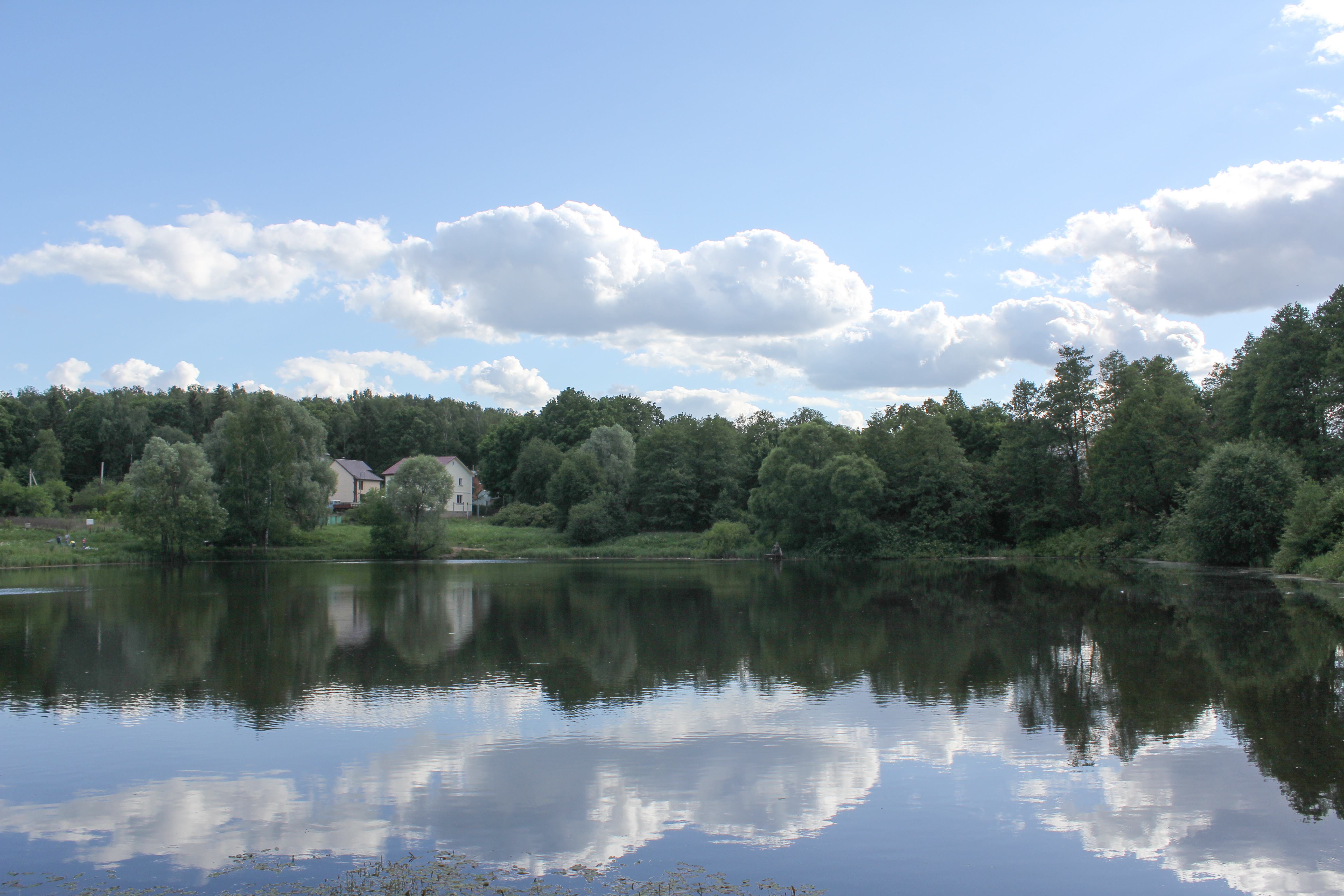
Мешковский пруд

Деревня Мешково находится в северной части Новомосковского административного округа, примерно в 26 км к юго-западу от центра города Москвы и 2 км к юго-западу от центра города Московский, у Киевского шоссе М3, на правом берегу реки Ликовы бассейна Пахры.
В 7 км юго-западнее деревни проходит Калужское шоссе А130, в 10 км к северо-востоку — Московская кольцевая автодорога, в 1 км к западу — аэропорт Внуково, в 6 км к северу — линия Киевского направления Московской железной дороги.
В деревне 5 улиц — Верхняя, Лесная, Родниковая, Рябиновая и Сосновая, приписано 2 огородных и 4 садоводческих товарищества. Ближайшие населённые пункты — посёлок института полиомиелита, деревни Лапшинка и Верхнее Валуево.
На территории Новой Москвы есть ещё одна деревня с таким же названием, она находится в Троицком административном округе и входит в состав поселения Клёновское.

## История
Деревня располагается на землях, которыми владел род Окатия, одного из сподвижников Ивана Калиты. Своё название деревня получила от одного из потомков Окатия, писца Григория Мешка Валуева, который упоминается в документах 1519 году. Деревня упоминается в переписных книгах 1627 года как «Мешково, Нехольцево тож» (с добавлением фамилии одного из более поздних владельцев). В 1701 году в деревне была построена церковь во имя Тихвинской иконы Божией Матери, после чего деревня стала именоваться как «Богородское, Мешково тож». Начиная с переписи 1926 году упоминается только как Мешково.
По писцовым книгам 1627 года деревня значилась за дьяконом Григорием Бредихиным, до которого принадлежала Григорию и Осипу Бабаниным и относилась к Сетунскому стану Московского уезда. По переписным книгам 1646 года находилась во владении Мартемьяна Бредихина, в 1678 году — его сына Фёдора, в 1688—1741 гг. — внука, Семёна Фёдоровича Бредихина, который и построил в деревне деревянную Богородицкую церковь.
В «Списке населённых мест» 1862 года Богородское (Мешково) — владельческое сельцо 1-го стана Подольского уезда Московской губернии по правую сторону старокалужского тракта, в 19 верстах от уездного города и 36 верстах от становой квартиры, при пруде и колодцах, с 7 дворами и 48 жителями (24 мужчины, 24 женщины).
По данным на 1899 год — деревня Десенской волости Подольского уезда с 33 жителями.
В 1913 году — 6 дворов, имение Н. С. Козновой.
По материалам Всесоюзной переписи населения 1926 года — деревня Барановского сельсовета Десенской волости Подольского уезда в 8,5 км от Калужского шоссе и 9,6 км от станции Кокошкинская Киево-Воронежской железной дороги, проживало 32 жителя (13 мужчин, 19 женщин), насчитывалось 6 крестьянских хозяйств.
С 1929 до 2012 гг. — населённый пункт Московской области в составе Красно-Пахорского района (1929—1946); Калининского района (1946—1957); Ленинского района (1957—1960, 1965—2012); Ульяновского района (1960—1963); Ленинского укрупнённого сельского района (1963—1965).
С 2012 года — в составе города Москвы.

## Достопримечательности
От бывшей усадьбы сохранился парк и пруды. Эту усадьбу посещали Ф. И. Шаляпин и К. А. Коровин.